# Сенед
Сенед (Сенеди, Сенеџ - „страшни владар“) је био староегипатски фараон из друге династије (рани династички период Египта), који је владао око 2790 године п. н. е.
Торински краљевски канон помиње да је дужина Сенедове владавине била преко 70 година, док Манетон помиње 41 годину. Већина стручњака претпоставља се да је владао око 26 година.
Сенед је један од међу стручњацима најконтроверзнијих владара друге династије, јер се његово име приказано у картушу чешће појављује у познијем добу, него за време његове епохе.
У свим познатим списковима египатских фараона Сенед се помиње као пети владар друге египатске династије и директни наследник Венега. Могуће је да је владао само Доњим Египтом.